# Brattleboro
Brattleboro est une ville du comté de Windham dans l'État américain du Vermont. Sa population est de 12 046 personnes au recensement de 2010. La ville se situe dans le coin sud-est de l'État, le long de la rivière Connecticut. Elle s'étend dans la vallée de la Connecticut, le long de son flanc oriental et est entourée de nombreuses collines et petites montagnes. 
Brattleboro fut fondée avec l'édification du Fort Dummer en 1724. Elle se vit accordée une charte en 1753. Ville d'origine de la femme de Rudyard Kipling, ce dernier y vécut quelque temps.

## Géographie
|                    |             |  |
| Marlboro (Vermont) | Brattleboro |  |
|                    |             |  |

## Pétition contre Bush et Cheney
Le 25 janvier 2008, le conseil municipal approuva que soit organisé en même temps que le vote pour les élections primaires américaines, le vote d'une pétition pour la mise en accusation du Président George W. Bush et du Vice-président Dick Cheney pour crime contre la Constitution des États-Unis et leur arrestation par la police. 
La pétition a été approuvée par les électeurs le 4 mars 2008.

## Sports

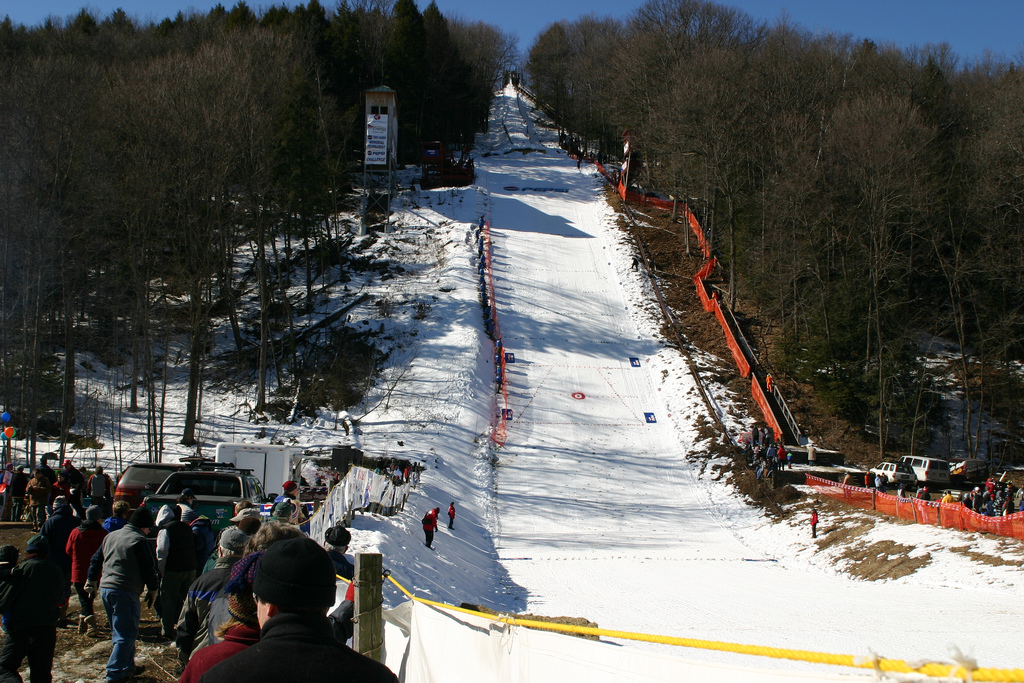
Harris Hill, le tremplin de saut à ski de Brattleboro

La ville de Brattleboro est dotée d'un tremplin de saut à ski de niveau international, le tremplin de Harris Hill, d'une taille de 98 mètres.

## Personnalités liées
- Margaret Jordan Patterson (1867-1950), y est morte.
- Jim Galanes (1956-), skieur de fond américain, y est né.

## Brattleboro dans la culture
La ville est citée dans le film Sucker Punch de Zack Snyder sorti en 2011.
La ville est également citée dans le livre Le Mythe de Cthulhu, de H.P. Lovecraft, dans la nouvelle intitulée Celui qui chuchotait dans les ténèbres : non loin de la ville, un fermier raconte à un journaliste des événements surnaturels qui surviennent près de chez lui.
La bande dessinée Clara et les ombres de Andrea Fontana et Claudia Petrazzi se déroule à Brattleboro.